# Кипу (Тистамаа)
Ки́пу (ест. Kõpu küla) — село в Естонії, у волості Тистамаа повіту Пярнумаа.

## Населення
Чисельність населення на 31 грудня 2011 року становила 9 осіб.

## Географія
Через село проходить автошлях 101 (Аудру — Тистамаа — Нурмсі).

## Історичні пам'ятки

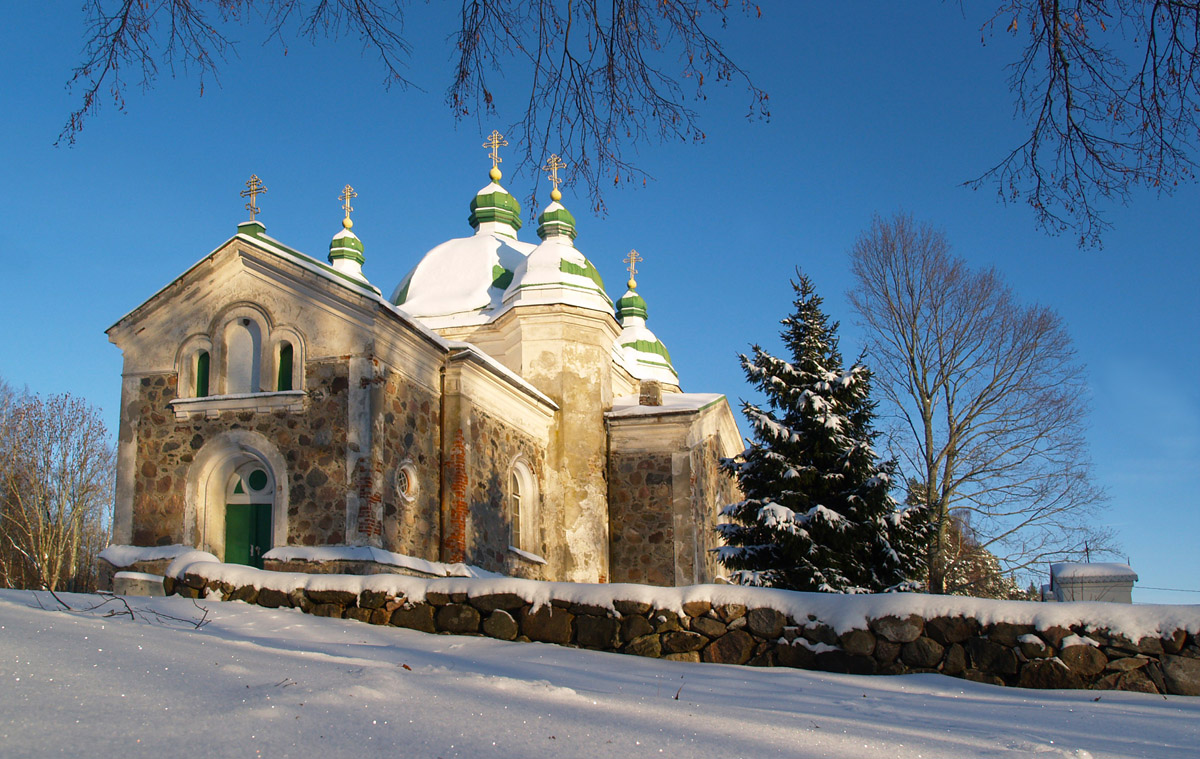
Церква Святої Трійці

У 1873 році в селі була побудована православна церква Святої Трійці (Pootsi-Kõpu Püha Kolmainu kirik). Храм належить до Російської православної церкви.
У 2008 році до Національного реєстру культурних пам'яток було занесено місцеве історичне кладовище (Kõpu kalmistu).

## Пам'ятки природи
На північно-східній околиці села починається територія природного заповідника Лінді (Lindi looduskaitseala).